# زیردریایی یو-۴۰ (۱۹۳۸)
زیردریایی یو-۴۰ آلمان یک یوبوت زیردریایی تیپ ۹ آ متعلق به نیروی دریایی آلمان نازی بود که در طول جنگ جهانی دوم فعالیت می‌کرد.
U-40 در برمن توسط کمپانی دشیماگ آ گ وسر با شماره یارد ۹۴۵ ساخته شد. این زیردریایی در نوامبر ۱۹۳۸ آغاز به کار کرد و در فوریه ۱۹۳۹ به مأموریت اعزام شد. یو-۴۰ در دوران خدمتش در جنگ دو گشت‌زنی انجام داد که هر دو بخشی از ناوگان ششم یوبوت بودند. این زیردریایی در دوران کوتاهی که در جنگ حضور داشت، هیچ کشتی را غرق نکرد.
این زیردریایی در ۱۳ اکتبر ۱۹۳۹ در کانال مانش توسط یک مین غرق شد.

## ساخت
یو-۴۰ در ۲۹ ژوئیه ۱۹۳۶ توسط کریگسمارینه سفارش داده شد. در ۱ ژوئیه ۱۹۳۷ به آب انداخته شد؛ در ۹ نوامبر ۱۹۳۸ آغاز به کار کرد و در ۱۱ فوریه ۱۹۳۹ به دستور ناوسروان ورنر فون اشمیت، عازم مأموریت شد.

## تاریخچه خدمت
پس از راه‌اندازی، یو-۴۰ در شهر بندری ویلهمسهافن مستقر شد تا محل اقامتش برای دوران کوتاه خدمتش اینجا باشد.